# Leptodiaptomus tenuicaudatus
Leptodiaptomus tenuicaudatus is een eenoogkreeftjessoort uit de familie van de Diaptomidae. De wetenschappelijke naam van de soort is voor het eerst geldig gepubliceerd in 1903 door Marsh.